# Ōtsu
Ōtsu (japanska: 大津市?, Ōtsu-shi) är residensstad i Shiga prefektur, Japan. Staden är belägen cirka en mil öster om Kyoto vid stranden av Japans största sjö Biwa-ko. Här låg under en kort tid den kejserliga huvudstaden. Ōtsu har sedan 2009
status som kärnstad (japanska: 中核市?, Chūkakushi) enligt lagen om lokalt självstyre.
Ōtsu-juku (大津宿) var en av de ursprungliga shukuba (stationerna) på Tōkaidō. Den var station 53 och den sista före Sanjō Ōhashi (三条大橋), Kyoto. Gichu-ji-templet som låg vid Tōkaidō och här är bland andra poeten Matsuo Bashō som omskrivit vägen begravd.

## Världsarv
Det buddhistiska Enryaku-ji-templet i Ōtsu finns med på Unescos världsarvslista.

## Bilder

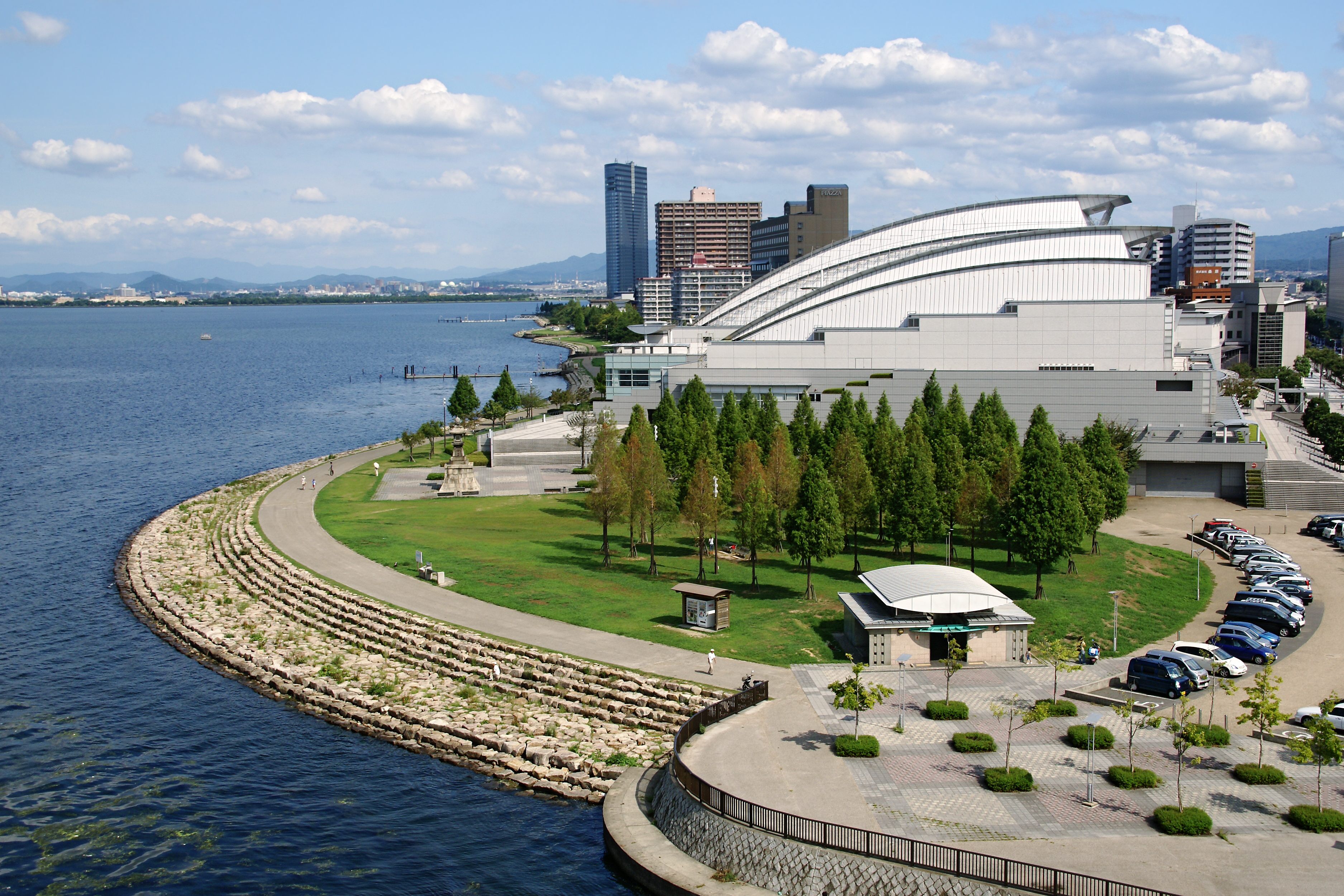
Biwako-hallen